# José Luis de la Cuesta
José Luis de la Cuesta Arzamendi (San Sebastián, 6 de noviembre de 1955), es catedrático de Derecho penal de la Universidad del País Vasco (UPV-EHU) y el actual director del Instituto Vasco de Criminología.

## Biografía
Nacido en San Sebastián estudió en el Colegio Católico de Santa María (Marianistas). Se licenció en Derecho en 1977 en la Facultad de Derecho de San Sebastián (Universidad de Valladolid) con Premio Extraordinario de Licenciatura, Premio Caja de Ahorros Provincial de Guipúzcoa y Segundo premio nacional de terminación de estudios universitarios (1978) concedido por el Ministerio de Educación. Obtuvo el Diploma Superior en Criminología, en el Instituto de Criminología (Universidad Complutense de Madrid, 1979). Se doctoró en la Universidad del País Vasco en 1981 con Premio Extraordinario de Doctorado.
Empezó como profesor ayudante en 1977, convirtiéndose en profesor titular en 1984 y desde 1989 es catedrático de Derecho penal de la Universidad del País Vasco. Se le concedió el Premio Euskadi Investigación en 2009 otorgado por el Gobierno Vasco y es doctor honoris causa por Universidad Alexandru Ioan Cuza (Iasi, Rumanía; 2011); Universidad de Huánuco (Perú; 2017) y Universidad Autónoma de Perú (2019).
Galardonado también con la Encomienda de Número de la Orden del Mérito Civil (2015), actualmente es el director del Instituto Vasco de Criminología desde el 18 de mayo de 2000 y Presidente honorario de la Association Internationale de Droit Pénal, que presidió de 2004 a 2014. También es miembro de la Academia de las Ciencias, Artes y Letras Jakiunde desde 2007 y Amigo de número de la Real Sociedad Bascongada de Amigos del País desde 2011.
Presidente de Hurkoa desde el año 2000, preside también desde 2010 el Consejo Vasco de Participación de las Víctimas del Terrorismo.